# Hřbitovní kaple (Hohnstein)
Hřbitovní kaple v saském městě Hohnstein (německy Friedhofskapelle Hohnstein) je funerální stavba spravovaná místní evangelicko-luterskou církevní obcí. Současnou podobu získala při barokní přestavbě roku 1717.

## Historie
Hřbitov byl nad městem Hohnstein založen patrně již ve středověku. Starší hřbitovní kaple prošla celkovou barokní přestavbou roku 1717, větší rekonstrukce následovaly v letech 1823 a 1933. Kaple spolu se hřbitovem patří Evangelicko-luterské církevní obci Sebnitz-Hohnstein. Využívána je především k poslednímu rozloučení se zemřelými, bohoslužby se zde konají ojediněle. Stavba je chráněnou kulturní památkou s číslem 09254009.

## Popis
Kaple stojí na obdélníkovém půdorysu s trojbokým závěrem. Severní stěnu podpírají dva kamenné opěráky. Nevýraznou hrubou fasádu doplňují nárožní lizény. V průčelí je umístěn pískovcový portál s datací přestaveb a rekonstrukcí. Vysokou valbovou střechu kryje břidlice. Uvnitř kaple se dochoval obvodový vlys znázorňující tanec smrti, který zhotovil v letech 1932–1933 Christian Rietschel (1908–1997).

## Okolí kaple
Severně od kaple se rozkládá městský hřbitov, jehož areál spolu s několika náhrobky podléhá památkové ochraně. Nad hřbitovem stojí městské divadlo. Městský kostel, hrad a historické jádro jsou vzdáleny přibližně 500 metrů západním směrem.

## Galerie

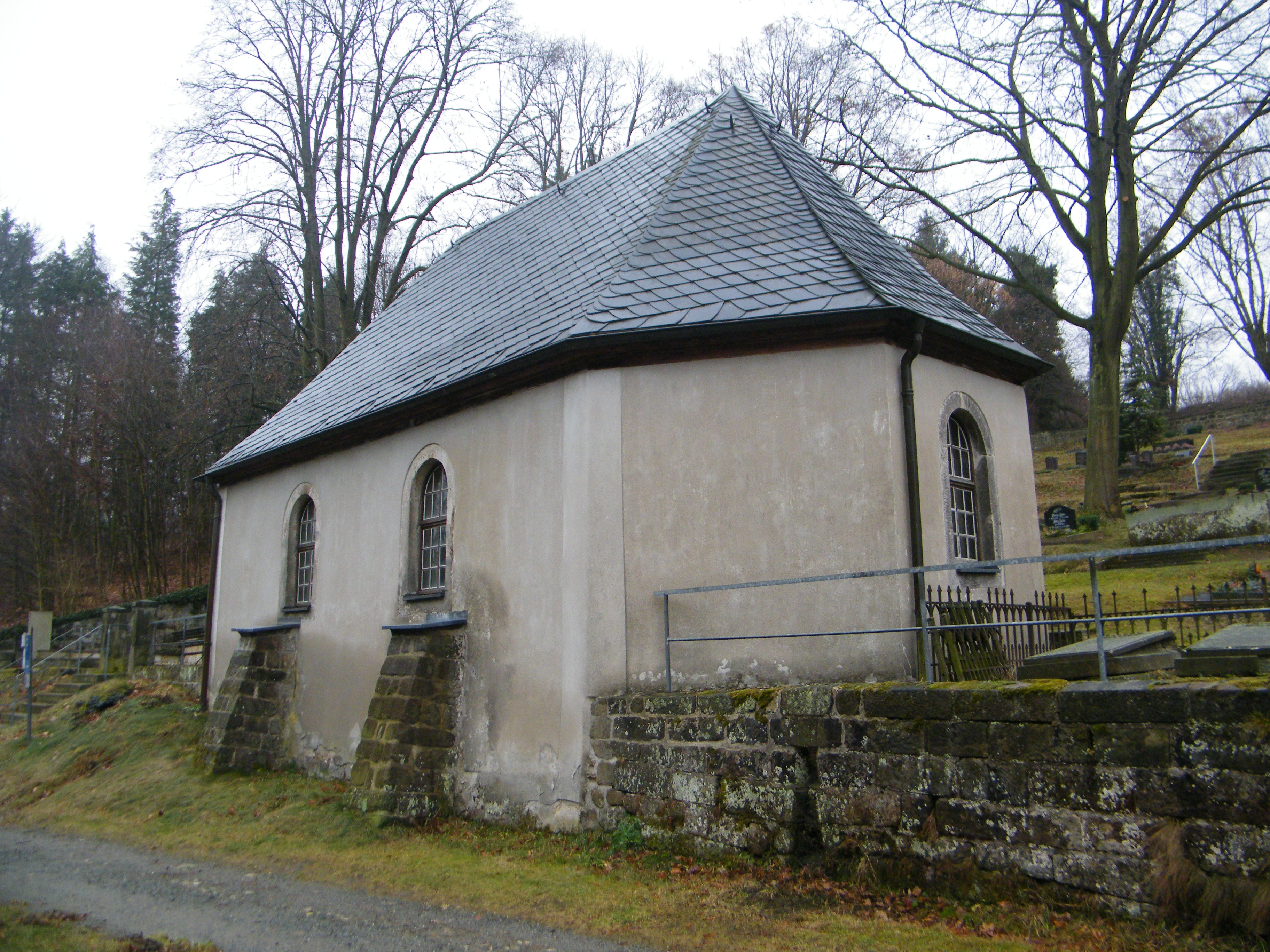
Severní stěna a závěr (2018)
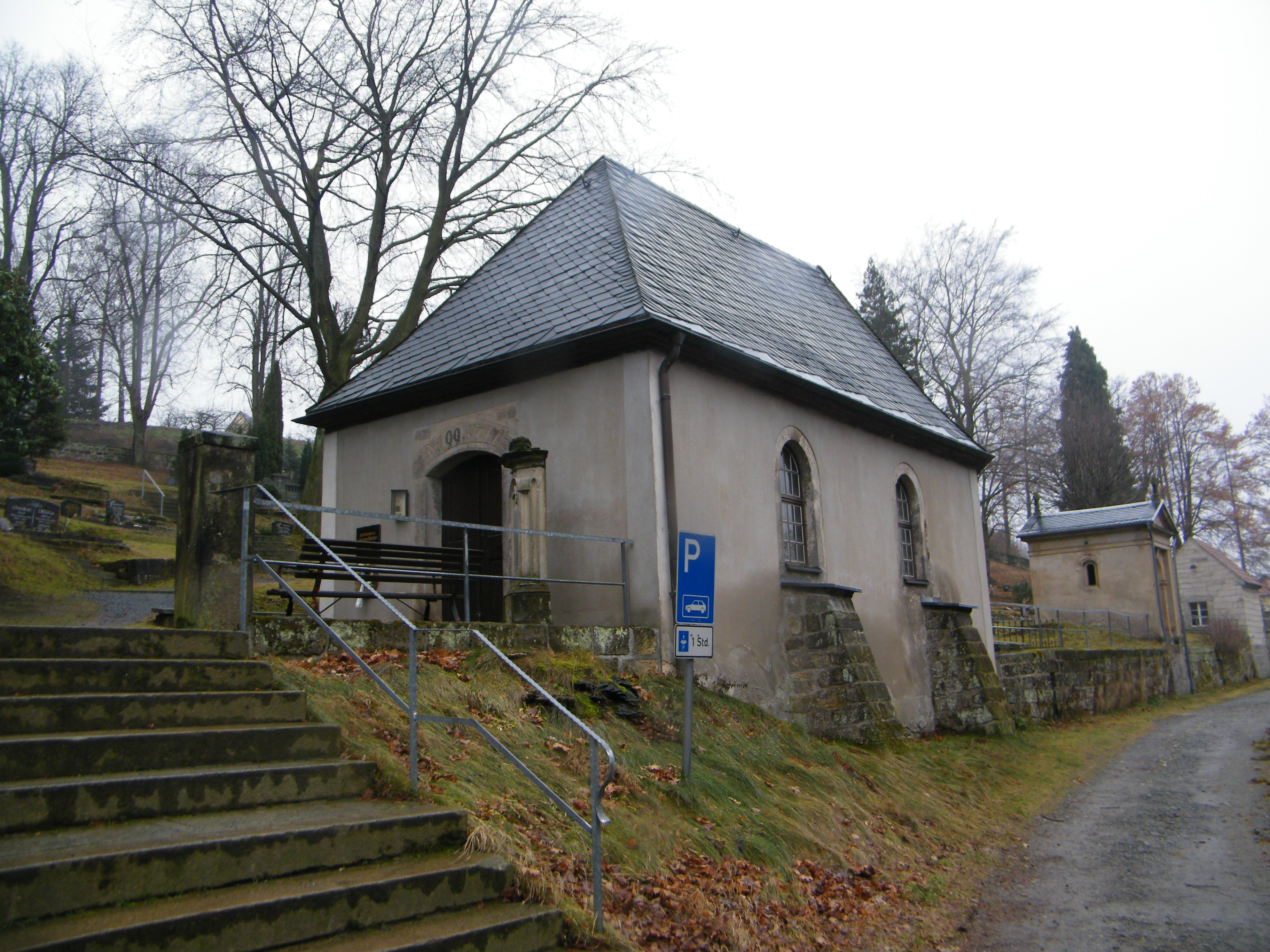
Průčelí a severní stěna (2018)
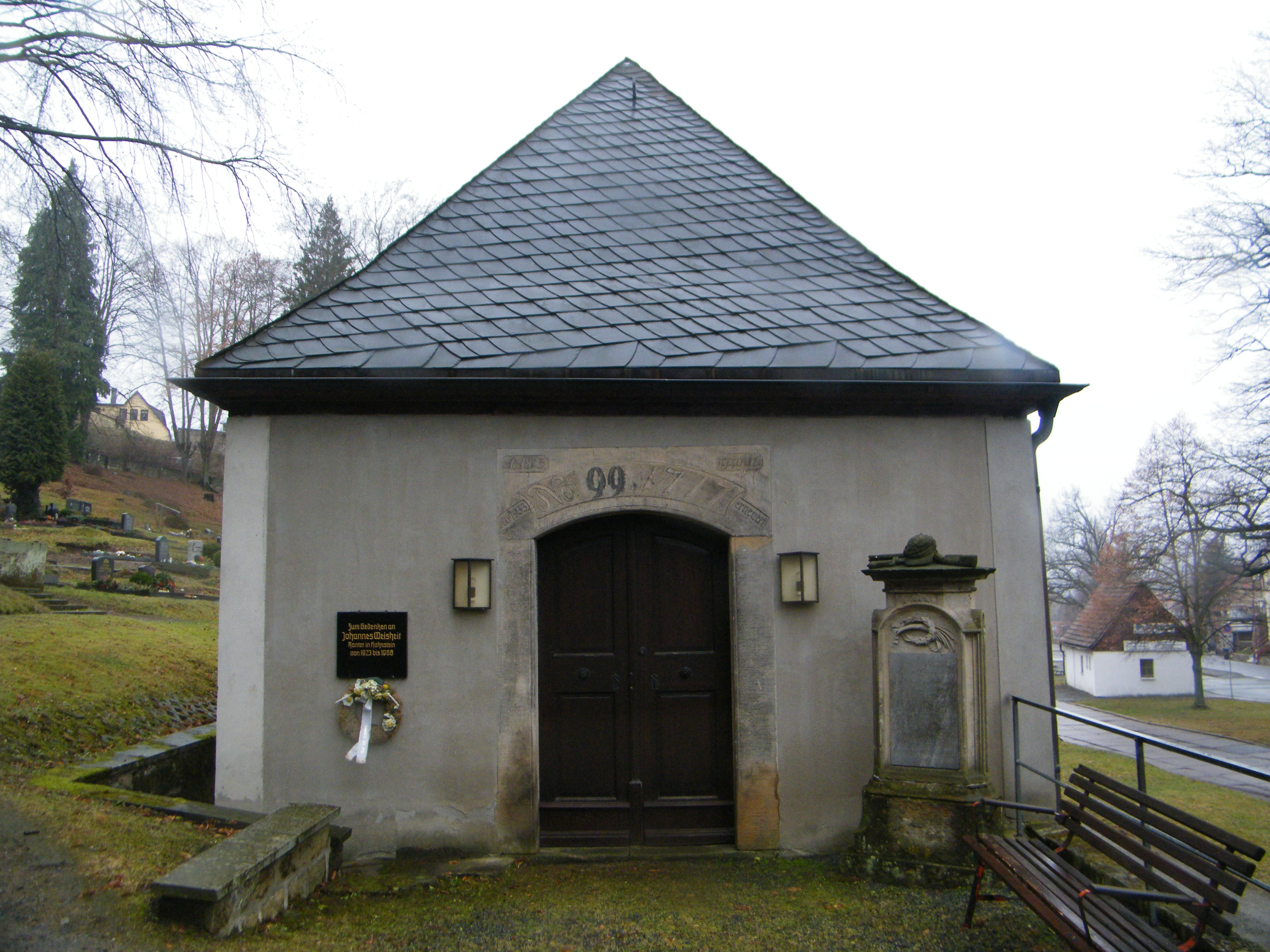
Průčelí (2018)